# Ledwa Mahua
Ledwa Mahua é uma vila no distrito de Sant Kabir Nagar, no estado indiano de Uttar Pradesh.

## Demografia
Segundo o censo de 2001, Ledwa Mahua tinha uma população de 11,524 habitantes. Os indivíduos do sexo masculino constituem 52% da população e os do sexo feminino 48%. Ledwa Mahua tem uma taxa de literacia de 44%, inferior à média nacional de 59.5%: a literacia no sexo masculino é de 52% e no sexo feminino é de 34%. Em Ledwa Mahua, 22% da população está abaixo dos 6 anos de idade.